# احمد العسکر
احمد العسکر (انگلیسی: Ahmed Al-Asker؛ زادهٔ ۱ ژوئن ۱۹۹۴) یک بازیکن فوتبال اهل قطر است.